# Debata pomiędzy Alfredem Miodowiczem i Lechem Wałęsą
Debata Alfred Miodowicz – Lech Wałęsa – telewizyjna debata między przewodniczącym OPZZ Alfredem Miodowiczem a Lechem Wałęsą. Debata odbyła się 30 listopada 1988 (środa) o godzinie 20:00 w siedzibie Telewizji Polskiej. Debatę transmitowano w TVP1. Tematem debaty były pluralizm związkowy i sytuacja polityczna w Polsce.

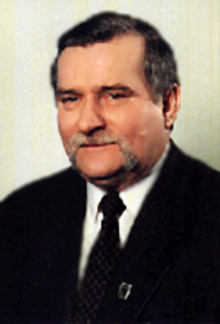
Lech Wałęsa

## Przygotowania do debaty
Było to pierwsze pojawienie się Lecha Wałęsy w telewizji od wprowadzenia stanu wojennego 13 grudnia 1981. Alfred Miodowicz w „Trybunie Ludu” z 15 listopada 1988 ogłosił, że jest gotów rozmawiać z Wałęsą w sprawie pluralizmu związkowego, mówiąc, że zawsze lepsza konfrontacja w telewizji niż na ulicy. Zawsze lepiej rozmawiać, niż targać się po szczękach. Miodowicz miał wyjść z inicjatywą sam, bez konsultacji z kierownictwem PZPR. Gdy początkowo władze nie zgodziły się na tę debatę, miał zagrozić, że spotka się z Wałęsą przed budynkiem Radiokomitetu, do czego władze nie chciały dopuścić.
Organizatorami debaty ze strony Lecha Wałęsy byli m.in. Bronisław Geremek, Jacek Kuroń, Adam Michnik, Janusz Onyszkiewicz, Andrzej Wielowieyski. Podczas przygotowań odbyła się inscenizowana próba debaty, w której Michnik odgrywał rolę Miodowicza. Doradcy Wałęsy początkowo chcieli, aby debata odbyła się na terenie Stoczni Gdańskiej, na co nie zgodziły się władze. Innym niespełnionym żądaniem „Solidarności” była obecność Andrzeja Wajdy z ekipą filmową. Doradcą Wałęsy w zakresie zachowania przed kamerą był Andrzej Bober.

## Przebieg debaty
Debata odbyła się w studiu telewizyjnym w Warszawie (studio IV Telewizji Polskiej) i była transmitowana na żywo. Za plecami rozmówców, zgodnie z życzeniami doradców Wałęsy, umieszczono zegar, aby udowodnić telewidzom, że debata nie jest cenzurowana. Debatę rozpoczął Miodowicz, który nieco stremowany mówił o problemach dnia codziennego, braku towarów w sklepach i kolejkach. Następnie podważył tezę Wałęsy o pomocy ze strony Zachodu w legalizacji NSZZ „Solidarność” i opowiedział się za jednym związkiem zawodowym w zakładzie pracy. Miodowicz przypomniał także fałszywą tezę, że do pustek w sklepach doprowadziła działalność „Solidarności”. Lech Wałęsa najpierw zwrócił się do widzów, dziękując im za brak zwątpienia w jego działanie oraz ciesząc się ze spotkania. Następnie mówił o wadach systemu komunistycznego, braku pluralizmu oraz doprowadzeniu do biedy i zacofania w Polsce przez monopolistyczne rządy.

## Nastroje po debacie
Dzień po debacie OBOP przeprowadził sondę wśród mieszkańców Warszawy. Według sondażu oglądało ją blisko 80% mieszkańców Warszawy. Według wyników 61% zapytanych uznało, że dyskusja była drobnym krokiem rokującym nadzieję na poprawę sytuacji i zmiany polityczne. Po debacie wzrosła popularność Wałęsy oraz „Solidarności”. Według OBOP w sierpniu 1988 roku legalizację NSZZ „Solidarność popierało 42% osób, zaś do 1 grudnia 62%.
Oceniając debatę, Czesław Kiszczak stwierdził, że jej wynik zachwiał „dotychczasowym status quo na linii władza-opozycja”. W debacie pojawiła się zapowiedź Okrągłego Stołu. Według wspomnień Mieczysława Rakowskiego Wałęsa był opanowany oraz mówił składnie, przez co Miodowicz cały czas był w defensywie. Na Miodowicza miał być wściekły Czesław Kiszczak, zaś Jerzy Urban i Stanisław Ciosek nie ukrywali swojego rozczarowania.